# リメ運動

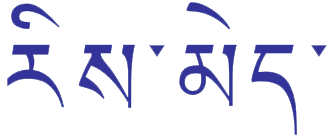
リメ

リメ運動は19世紀の東チベットで興った超宗派運動である。リメ（Rimé、蔵: ris med、リメーとも）とはチベット語で「偏り無し」という意味である。

## 概説
19世紀のカム地方で、世俗的、政治的関心を捨てたリメと呼ばれる運動が興り、チベット仏教を再活性化させる新たな息吹をもたらした。これは、宗派の壁を超えて仏教のさまざまな相承系譜を収集し、多様なものを多様なままで不偏的に平等に扱い、複数の伝統を混ぜ合わせることなく包括的・統合的にアプローチしようとするものであった。チベットの文化的ルネサンスとも評される。
サキャ派のトゥルクでテルトンのジャムヤン・キェンツェ・ワンポ (1820-1892)、カギュ派のトゥルクであるジャムグン・コントゥル・ロドゥ・タイェ (1813-1901)、ニンマ派のテルトンであるチョーギュル・デチェン・リンパ (1829-1871) の3人が協力しあってこの運動を主導した。ジャムヤン・キェンツェが発起人で、ジャムグン・コントゥルが運動を取りまとめる役割を果たした。リメパたちの活動はデルゲ王国の宮廷と、当地のサキャ派、カギュ派、ニンマ派、ボン教の寺院ネットワークの支援を受けた。
この運動は今日に至るまでチベット仏教に影響を与え続けており、近現代ではディンゴ・キェンツェ、カルマパ16世ランジュン・リクペー・ドルジェ、チョギャム・トゥルンパ、ダライ・ラマ14世を初めとする、多くのラマがリメの理念とアプローチを受け継いでいる。